# Alain Goraguer
Pour les articles homonymes, voir Goraguer.
Alain Goraguer est un compositeur, arrangeur et musicien français, né le 20 août 1931 à Rosny-sous-Bois (Seine) et mort le 13 février 2023 à Paris. Il a signé une partie de son œuvre sous les pseudonymes de Paul Vernon et Milton Lewis.
Pianiste de jazz, il est connu pour ses talents d'arrangeur musical. Il a également composé de nombreuses musiques de films, dont celle du film d'animation La Planète sauvage. Son nom est associé aux grands noms de la chanson française, dont Serge Reggiani, Boris Vian, Boby Lapointe, Jean Ferrat, Serge Gainsbourg, Salvatore Adamo et France Gall.

## Biographie
Alain Yves Réginald Goraguer naît le 20 août 1931 à Rosny-sous-Bois.
Sa famille s'installe au bord de la Méditerranée, à Nice, où le jeune Alain Goraguer fait ses études de piano. Il abandonne sans remords le violon. Il passe son bac, et fait à vingt ans une rencontre décisive : celle du pianiste Jack Diéval, de passage à Nice, qui lui conseille de tout lâcher pour le piano. Dans le même temps, il étudie l'harmonie et le contrepoint avec Julien Falk, se classant second à un tournoi de jazz amateur.
Il revient ensuite à Paris où il complète son jeu et se passionne pour le jazz. À Saint-Germain-des-Prés, où il accompagne la chanteuse Simone Alma. Il rencontre Boris Vian, et écrivent ensemble Je bois, La Java des bombes atomiques, Fais-moi mal Johnny (créé par Magali Noël) et Ne vous mariez pas les filles. Alain Goraguer écrit la musique du film J'irai cracher sur vos tombes (1959) et collabore avec Boris Vian à l'élaboration du disque d'un certain Henry Cording, qui n'est autre qu'Henri Salvador, qui réalise ses premières parodies.
Pendant près de dix ans, il est le principal arrangeur des chansons de Boby Lapointe, notamment de quelques-uns de ses plus grands succès, d'Aragon et Castille (1960) jusqu'à La Maman des poissons (1969).
Il arrange et réalise les orchestrations de tous les albums d'un jeune artiste, Serge Gainsbourg,  jusqu'à Gainsbourg Percussions (1964).  Goraguer signe ses musiques de film dont  L'Eau à la bouche (1960).
Avec l'avènement des yéyés, vient un nouveau style d'accompagnement musical. Denis Bourgeois, premier producteur de Serge Gainsbourg chez Philips, devient celui de la jeune France Gall qui débute en 1963, et demande à Alain Goraguer de réaliser ses arrangements, qu'il effectuera (ainsi que plusieurs compositions) jusqu'en 1968. Certaines de ses orchestrations pour la « Lolita de la chanson » sont devenues des classiques : Christiansen, Le cœur qui jazze, Laisse tomber les filles, Baby Pop, Les Sucettes, Dady da da. Celle de Poupée de cire poupée de son, remarquée et primée (grand prix du Concours Eurovision de la chanson 1965), vaut à Goraguer de devenir « l'arrangeur » par excellence, qui renouvelle l'orchestration.
Jusque dans les années 1970, il orchestre les chansons d'interprètes comme Adamo, Brigitte Bardot (Bubble gum, 1965), Brigitte Fontaine (La Vache enragée, 1965), Juliette Gréco (Un petit poisson, un petit oiseau, 1966, Les Pingouins, 1970), Mélina Mercouri (Les Enfants du Pirée, Je suis Grecque, Zorba, 1972), Joe Dassin (La Première Femme de ma vie, J'ai craqué, Petit ballon - 1978 Album Les Femmes de ma Vie), Nana Mouskouri (Sérénade de Schubert, 1979), Georges Moustaki (Le Métèque, 1969), Régine (Les P'tits Papiers, 1965, La Grande Zoa, 1966), etc..

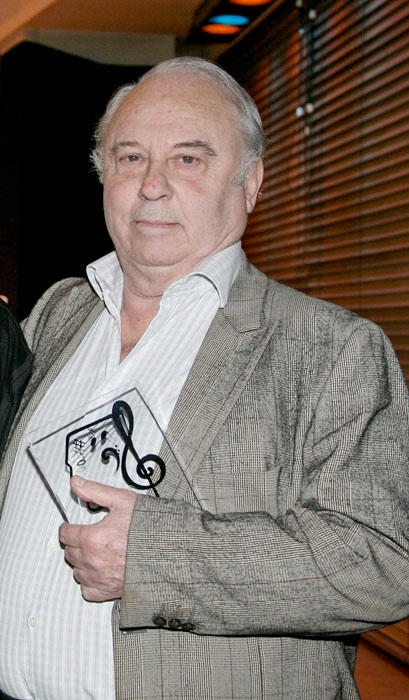
Alain Goraguer en 2016.

Jean Ferrat recourt à lui pour son répertoire (Potemkine, La Montagne, Deux enfants au soleil, Raconte-moi la mer…). L'intégralité des arrangements de l’œuvre de Ferrat lui sera due. Ferrat étant très proche d'Isabelle Aubret, Goraguer compose et arrange quelques-unes de ses plus belles chansons.
Il compose des musiques de film comme celles de La Planète sauvage de René Laloux ou de L'Affaire Dominici de Claude Bernard-Aubert, pour qui il signe, sous le pseudonyme de Paul Vernon, la BO de nombreux films pornographiques. Il est l'auteur du générique de l'émission télévisée Gym Tonic animée par Véronique et Davina. Il enregistre des disques de « musique douce » sous le nom de Laura Fontaine.
En 2005, Bruno Maman fait appel à lui pour les arrangements et la réalisation de son album éponyme et, en 2008, pour les arrangements de son album Faire l'amour.
En 2008, Abd al Malik le sollicite pour les arrangements de son album Dante. Il recourt à l’enregistrement en direct avec « cette idée de faire quelque chose de vivant ».

### Mort
Décèdé le 13 février 2023 à Paris 15e,, à 91 ans, il est inhumé au cimetière parisien de Bagneux (62e division).

## Discographie

### Sous son nom
- Go Go Goraguer, collection Jazz in Paris, no 74. Trio : Alain Goraguer, piano ; Paul Rovère, contrebasse ; Christian Garros, batterie[2]. Réédition du LP Philips 77 307 (plages 1 à 12) et EP 432 106 (plages 13 à 16). Son seul album en tant que pianiste de jazz.
- Jazz & cinéma Vol. 1, collection Jazz in Paris. Musique du film J'irai cracher sur vos tombes d'après l'œuvre de Boris Vian.
- Jazz & cinéma Vol. 4, collection Jazz in Paris.
- BO du film La Planète sauvage de René Laloux[2].
- Octobre 1976 — Premier LP 30 cm : Le Grand Orchestre d'Alain Goraguer, La Vie en rose (arrangements et direction musicale) — Direction artistique de Gérard Meys (Disque Temey 558 057) : 1. Faut ramasser les bananes (Alain Goraguer) 2. La Vie en rose (Louiguy) 3. At Seventeen (Janis Ian) 4. Begin the Beguine (Cole Porter) 5. C'est beau la vie (Jean Ferrat) 6. La Danse des marionnettes (Alain Goraguer) 7. Sweet Caravan (Alain Goraguer) 8. My Way (Claude François-Jacques Revaux) 9. La femme est l'avenir de l'homme (Jean Ferrat) 10. Yesterday (John Lennon-Paul McCartney) 11. Deux enfants au soleil (Jean Ferrat) 12. Rêver au soleil (Alain Goraguer)

### Avec Serge Gainsbourg
- 1958 : Du chant à la une !
- 1959 : Serge Gainsbourg N°2
- 1961 : L'Étonnant Serge Gainsbourg
- 1962 : Serge Gainsbourg N° 4
- 1963 : Gainsbourg Confidentiel
- 1964 : Gainsbourg Percussions

### Avec Jean Ferrat
- 1961 : Deux enfants au soleil
- 1962 : La Fête aux copains
- 1963 : Nuit et Brouillard
- 1964 : La Montagne
- 1965 : Potemkine
- 1966 : Maria
- 1967 : À Santiago
- 1968 : 10 Grandes Chansons de Jean Ferrat
- 1969 : Ma France
- 1970 : Camarade
- 1971 : Aimer à perdre la raison
- 1971 : Ferrat chante Aragon
- 1972 : À moi l'Afrique
- 1975 : La femme est l’avenir de l’homme
- 1979 : Les Instants volés (ou Enregistrement 1979)
- 1980 : Ferrat 80
- 1985 : Je ne suis qu’un cri
- 1991 : Dans la jungle ou dans le zoo (ou Ferrat 91)
- 1994 : Ferrat 95 16 nouveaux poèmes d’Aragon

## Filmographie
Sauf indication contraire, les informations mentionnées dans cette section peuvent être confirmées par les bases de données cinématographiques IMDb et Allociné,  présentes dans la section « Liens externes ».
- 1957 : Le Corbusier, l'architecte du bonheur de Pierre Kast (court-métrage)
- 1957 : Un amour de poche de Pierre Kast
- 1958 : Le Piège de Charles Brabant
- 1959 : J'irai cracher sur vos tombes de Michel Gast
- 1960 : Le Bel Âge de Pierre Kast
- 1960 : Les Loups dans la bergerie d'Hervé Bromberger
- 1960 : L'Eau à la bouche de Jacques Doniol-Valcroze
- 1960 : Les Héritiers de Jean Laviron
- 1961 : Le Sahara brûle de Michel Gast
- 1962 : Un jour à Paris de Serge Korber (court-métrage)
- 1963 : La Rentrée de Serge Korber (court-métrage)
- 1963 : Strip-tease de Jacques Poitrenaud
- 1963 : Blague dans le coin de Maurice Labro
- 1964 : Les Temps morts de René Laloux (court-métrage)
- 1964 : Agent spécial à Venise d'André Versini
- 1964 : La Mégère apprivoisée (téléfilm) de Pierre Badel
- 1965 : Paris-secret d'Édouard Logereau (documentaire)
- 1965 : Nick Carter et le trèfle rouge de Jean-Paul Savignac
- 1965 : Les Escargots de René Laloux (court-métrage)
- 1965 : La Demoiselle de Saint-Florentin de Serge Korber
- 1966 : Le Dix-septième ciel de Serge Korber
- 1966 : Un choix d'assassins de Philippe Fourastié
- 1966 : L'Homme de Marrakech de Jacques Deray
- 1970 : La Servante de Jacques Bertrand
- 1971 : Sur un arbre perché de Serge Korber
- 1971 : Shéhérazade (téléfilm) de Pierre Badel
- 1972 : Les Portes de feu de Claude Bernard-Aubert
- 1972 : Michel, l'enfant-roi de Jean Boisvert, Jean-Paul Carrère, André Téchiné et Jean-Claude de Nesle (série télévisée)
- 1973 : Le Silencieux de Claude Pinoteau
- 1973 : L'Affaire Dominici de Claude Bernard-Aubert
- 1973 : La Planète sauvage de René Laloux
- 1974 : Les Noces de porcelaine de Roger Coggio
- 1974 : Le Rallye des joyeuses de Serge Korber
- 1975 : La Porte du large (téléfilm) de Pierre Badel
- 1975 : Hard Love ou La Vie sentimentale de Walter Petit de Serge Korber
- 1975 : Africa fuckdreams de Mike Hunter
- 1975 : Au-delà de la peur de Yannick Andréi
- 1975 : La villa ou Le Feu au ventre d'Alain Nauroy
- 1976 : Safari porno d'Alain Nauroy
- 1976 : P... comme pénétration  d'Alain Nauroy
- 1976 : La Fessée ou les Mémoires de monsieur Léon maître-fesseur[10] de Claude Bernard-Aubert
- 1976 : L'Essayeuse de Serge Korber
- 1976 : Du côté des tennis de Madeleine Hartmann-Clausset
- 1977 : Cailles sur canapé de Serge Korber
- 1977 : Stella  d'Alain Nauroy
- 1977 : Sarabande porno  (ou Esclaves sexuelles sur catalogue) de Claude Bernard-Aubert
- 1977 : L'Aigle et la colombe de Claude Bernard-Aubert
- 1978 : Les Grandes Jouisseuses (ou Fièvres nocturnes ou Nuits brûlantes) de Claude Bernard-Aubert
- 1978 : La Rabatteuse de Claude Bernard-Aubert
- 1978 : Cuisses infernales de Claude Bernard-Aubert
- 1978 : Veuves en chaleur de Claude Bernard-Aubert
- 1978 : La Grande Levrette de Claude Bernard-Aubert
- 1978 : Excès pornographiques de Claude Bernard-Aubert
- 1978 : Les Filles du régiment de Claude Bernard-Aubert
- 1979 : La Grande lèche de Claude Bernard-Aubert
- 1979 : Auto-stoppeuses en chaleur de Claude Bernard-Aubert
- 1979 : Soumission (ou La Maison des phantasmes ou Clarisse) de Claude Bernard-Aubert
- 1979 : La Grande Mouille (ou Parties de chasse en Sologne) de Claude Bernard-Aubert
- 1979 : Les Suceuses ou Infirmières à tout faire[10] de Claude Bernard-Aubert
- 1980 : Secrétariat privé de Claude Bernard-Aubert
- 1980 : Le Droit de cuissage de Claude Bernard-Aubert
- 1980 : Le retour des veuves de Claude Bernard-Aubert
- 1980 : Croisières pour couples en chaleur de Claude Bernard-Aubert
- 1980 : Histoires étranges (feuilleton télévisé) de Pierre Badel
- 1980 : Adieu téléfilm de Pierre Badel
- 1980 : Charlie Bravo de Claude Bernard-Aubert
- 1980 : Les Nymphomanes de Claude Bernard-Aubert
- 1980 : Les Bas de soie noire de Claude Bernard-Aubert
- 1980 : La Petite Étrangère[10] de Claude Bernard-Aubert
- 1981 : Garçonnières très spéciales (ou Le Pied-à-terre)  de Claude Bernard-Aubert
- 1982 : Les Femmes mariées (Dames de compagnie)[10] de Claude Bernard-Aubert
- 1983 : Chambres d'amis très particulières de Claude Bernard-Aubert
- 1983 : Initiation d'une femme mariée de Claude Bernard-Aubert
- 1983 : Jakob und Adele d'Hans-Jürgen Tögel (série télévisée)
- 1983 : Merci Sylvestre de Serge Korber (série télévisée)
- 1983 : Ich heirate eine Familie de Peter Weck (série télévisée)
- 1987 : Comment Wang-Fô fut sauvé de René Laloux
- 1987 : Florence ou La vie de château de Serge Korber (série télévisée)
- 1988 : À notre regrettable époux de Serge Korber
- 1988 : Adieu je t'aime de Claude Bernard-Aubert
- 1989 : Panique aux Caraïbes de Jean-Claude Charnay et Serge Korber (série télévisée)
- 1991 : Bébé express (téléfilm) de François Dupont-Midy
- 1991 : Quiproquos! (téléfilm) de Claude Vital
- 1992 : Le réveillon, c'est à quel étage ? (téléfilm) de Serge Korber
- 1993 : L'Œil écarlate de Dominique Roulet
- 1994 : Au beau rivage (téléfilm) de Serge Korber
- 1994 : Le Raisin d'or (téléfilm) de Joël Séria
- 1995 : Jeux de plage de Laurent Cantet
- 1996 : Le Galopin (téléfilm) de Serge Korber